# Xiphopterella gracilis
Xiphopterella gracilis är en stensöteväxtart som beskrevs av Barbara S. Parris. Xiphopterella gracilis ingår i släktet Xiphopterella och familjen Polypodiaceae. Inga underarter finns listade.